# William D. Leahy
William Daniel Leahy (6 de mayo de 1875 – 20 de julio de 1959) fue un oficial naval estadounidense y el primer Almirante de la Flota de la Marina de los Estados Unidos. Ocupó varios títulos y estuvo en el centro de todas las principales decisiones militares que Estados Unidos hizo en la Segunda Guerra Mundial.
Como jefe de operaciones navales 1937-1939, era el oficial mayor rango en la Armada, supervisando los preparativos para la guerra. Después de retirarse de la Marina, fue nombrado como Gobernador de Puerto Rico en 1939 por su íntimo amigo el presidente Franklin D. Roosevelt. En su papel más controvertido, se desempeñó como embajador de Estados Unidos en Francia desde 1940 hasta 1942, pero tuvo poco éxito en mantener el gobierno de Vichy libre del control alemán.
Leahy fue llamado al servicio activo como Jefe de Estado Mayor para el presidente Franklin D. Roosevelt en 1942 y sirvió en esa posición durante toda la Segunda Guerra Mundial. Fue presidente el Estado Mayor y fue un importante decisor durante la guerra. Continuó durante la presidencia de Harry S. Truman hasta que finalmente se retiró en 1949. Desde 1942 hasta su jubilación en 1949, era el miembro de más alto rango de las Fuerzas Armadas de Estados Unidos, reportando sólo al Presidente. 
El USS Leahy (DLG-16) fue nombrado en su honor.